# Torrubiella lloydii
Torrubiella lloydii är en svampart som först beskrevs av Mains, och fick sitt nu gällande namn av Rossman 1977. Torrubiella lloydii ingår i släktet Torrubiella och familjen Cordycipitaceae.   Inga underarter finns listade i Catalogue of Life.